# Calliphora maritima
Calliphora maritima este o specie de muște din genul Calliphora, familia Calliphoridae, descrisă de Norris în anul 1994. Conform Catalogue of Life specia Calliphora maritima nu are subspecii cunoscute.